# Nicolas Brito Sales
Nicolas Brito Sales (São Paulo, 26 de fevereiro de 1999) é um fotógrafo, escritor e palestrante brasileiro.
Diagnosticado com autismo, é um dos ativistas mais notáveis do movimento de direitos dos autistas no Brasil.

## Biografia
Nascido em 1999, Nicolas apresentou características atípicas do autismo ainda antes de 1 ano de idade, por identificação de sua mãe, Anita Brito. Seus pais procuraram vários médicos e profissionais ao longo de anos, que não chegaram a uma conclusão. Aos 5 anos, Nicolas foi diagnosticado com autismo severo.
O prognóstico era que o fotógrafo não adquirisse fala e autonomia. No entanto, Nicolas começou a desenvolver fala a partir dos 11 anos de idade. Nesta época, sua mãe Anita já era escritora – e desenvolvia pesquisas na Universidade de São Paulo (USP) em autismo –, e Nicolas quis também participar de suas palestras.
Em cerca de 10 anos, Nicolas tornou-se uma das principais figuras autistas do Brasil, escrevendo livros e promovendo palestras. Desde 2019, Nicolas Brito é colunista da Revista Autismo.

## Obras
- 2014: TEA e inclusão escolar: Um sonho mais que possível
- 2017: Tudo o que eu Posso Ser
- 2019: Ivana e a cura para o preconceito